# 浮世の夢
『浮世の夢』（うきよのゆめ）は、エレファントカシマシの3枚目のオリジナル・アルバム。

## 概要
前作より9ヶ月ぶりのリリース。
歌詞ブックレットに掲載写真の多い初回盤が存在する。
ジャケット写真の撮影はハービー山口。撮影地は東京都北区赤羽（赤羽一番街商店街）。

## 収録曲
全作詞・作曲：宮本浩次（注記を除く）　全編曲：エレファントカシマシ
1. 「序曲」夢のちまた (3:17)
2. うつら うつら (6:40)
3. 上野の山 (5:04)
4. GT (4:01)
  - 作詞：高緑成治・宮本浩次　作曲：高緑成治
  - 喫煙およびヘビースモーカーを題材とした曲。
  - 4thシングルのカップリング曲。
5. 珍奇男 (7:14)
6. 浮雲男 (3:30)
  - 4thシングル曲。
7. 見果てぬ夢 (4:07)
8. 月と歩いた (3:46)
9. 冬の夜 (3:20)
  - 編曲：宮本浩次